# Siège de La Mecque (683)
Le siège de La Mecque de septembre-novembre 683 est l'une des premières batailles de la deuxième Fitna. La ville de La Mecque est un sanctuaire pour Abd Allah ibn al-Zubayr, l'un des plus éminents protagonistes de la succession dynastique au califat par l'Omeyyade Yazid Ier. Après que la ville voisine de Médine, autre ville sainte de l'Islam, se soit également rebellée contre Yazid, le souverain omeyyade envoye une armée pour soumettre l'Arabie. L'armée omeyyade vainct les Médinois et prend la ville, mais La Mecque résiste pendant un mois au siège, au cours duquel la Kaaba est endommagée par un incendie.  Le siège prend fin lorsque la nouvelle de la mort de Yazid est annoncée. Le commandant omeyyade, Husayn ibn Numayr al-Sakuni, après avoir vainement tenté d'inciter Ibn al-Zubayr à revenir avec lui en Syrie et à être reconnu comme calife, part avec ses forces. Ibn al-Zubayr reste à La Mecque tout au long de la guerre civile, et est néanmoins reconnu comme calife dans la majeure partie du monde musulman. En 692 les Omeyyades envoient une autre armée qui assiège et prend à nouveau La Mecque, mettant fin à la guerre civile.

## Arrière-plan
À la mort du fondateur du califat omeyyade, Mu'awiya I (r. 661-680), en 680, le monde musulman est plongé dans la tourmente. Bien que Mu'awiya ait nommé son fils, Yazid Ier, comme son héritier, ce choix n'est pas unanimement reconnu, en particulier par les anciennes élites médinoises, qui contestent la prétention des Omeyyades à la succession. Les deux principaux candidats au califat sont Alid Husayn ibn Ali (le petit-fils de Mahomet) et Abd Allah ibn al-Zubayr (un petit-fils du premier calife, Abu Bakr, et neveu de l'épouse de Mahomet, Aïcha). Afin d' éviter de reconnaître Yazid, à l'accession, les deux hommes s'enfuient de Médine à La Mecque.   Husayn se dirige vers Kufa, où ses partisans l'attendent pour se révolter contre les Omeyyades, mais son convoi est intercepté et est tué à la bataille de Karbala en octobre 680,   laissant Ibn al-Zubayr comme le principal prétendant et rival des Omeyyades. Tant que Yazid est vivant, Ibn al-Zubayr dénonce son règne depuis le sanctuaire de La Mecque mais ne revendique pas ouvertement le califat, se qualifiant de « fugitif du sanctuaire » (al-ʿaʾidh biʾl-bayt) et insistant sur le fait que le calife doit être choisi de manière traditionnelle, par une assemblée tribale (shūrā) parmi tous les Quraysh, et pas seulement les Omeyyades.  
Au début, Yazid et ses gouverneurs à Médine essayent de négocier avec Ibn al-Zubayr, ainsi qu'avec les familles Ansar. Cependant, l'aristocratie médinoise, qui sent sa position menacée par les projets agricoles à grande échelle de Mu'awiya autour de leur ville, et qui considère Yazid comme inapte à la fonction de calife en raison de son style de vie jugé dissolu, mène une dénonciation publique de son allégeance à Yazid et expulse de leur ville les membres de la famille omeyyade, environ 1 000 individus, dont le futur calife Marwan ibn al-Hakam et ses fils).    En conséquence, Yazid envoie une armée pour soumettre la province et choisit Muslim ibn Uqba al-Murri pour la diriger. L'armée musulmane, forte de 12 000 Syriens, vainc la résistance des Médinois lors de la bataille d'al-Harrah le 26 août 683 et procède au sac de Médine, acte impie pour lequel les Omeyyades sont dénoncés dans la tradition musulmane ultérieure.    Pour son sac de Médine, la tradition se souvient de Muslim ibn Uqba comme, selon les mots de Julius Wellhausen, du « païen incarné », bien que dans les sources antérieures, il soit représenté comme dévot et réticent à entreprendre la tâche qui lui a été assignée par le calife. 

## Siège
Après avoir pris Médine, Muslim part pour La Mecque, tombe malade en chemin et meurt à Mushallal. Le commandement passe à son lieutenant Husayn ibn Numayr al-Sakuni. Selon le récit rapporté par al-Tabari, cela va à l'encontre de la volonté d'Uqba, mais est conforme aux souhaits de Yazid.  
De nombreux Médinois se sont enfuis à La Mecque, dont le commandant des Qurayshites à la bataille d'al-Harra, Abd Allah ibn Muti, qui avec al-Mukhtar al-Thaqafi  joue un rôle important dans la défense de La Mecque.  Ibn al-Zubayr est rejoint par des Kharijites de Yamama (Arabie centrale), sous la direction de Najda ibn Amir al-Hanafi.   L'armée de Hussein arrive devant La Mecque en septembre. Lors d'une première bataille, Ibn al-Zubayr est victorieux,   mais les Omeyyades persistent et, le 24 septembre, mettent la ville en état de siège, en utilisant des catapultes pour la bombarder.  
Ibn al-Zubayr établit son poste de commandement sur le terrain de la Grande Mosquée. Le dimanche 31 octobre, la Kaaba, sur laquelle une structure en bois recouverte de matelas est érigée pour la protéger, prend feu et brûle, tandis que la Pierre Noire sacrée éclate. De nombreuses sources en attribuent la faute aux assiégeants, avec pour résultat que « ce siège et ce bombardement figurent en bonne place dans la liste des crimes omeyyades » (GR Hawting), mais d'autres récits attribuent l'événement à une torche portée par l'un des partisans d'Ibn al-Zubayr, que le vent a fait voler sur le bâtiment,,.
Le siège dure 64 jours jusqu'au 26 novembre, date à laquelle la nouvelle de la mort de Yazid (11 novembre) parvient aux assiégeants. Hussein entame alors des négociations avec Ibn al-Zubayr. Bien que la cour omeyyade de Damas ait rapidement déclaré calife le jeune fils malade de Yazid, Mu'awiya II, l'autorité omeyyade s'est effondrée dans les provinces, même dans la province natale des Omeyyades, la Syrie. Hussein reconnaît donc Ibn al-Zubayr comme calife, à condition qu'il lui accorde son pardon et le suive en Syrie. Ibn al-Zubayr refuse la dernière demande, car cela le placerait sous le contrôle des élites syriennes. Husayn part avec son armée pour la Syrie.   

## Conséquences
La retraite de l'armée omeyyade laisse à Ibn al-Zubayr le contrôle de La Mecque. Avec l’effondrement de l’autorité omeyyade, il est reconnu comme le calife légitime dans la majeure partie du monde musulman, y compris dans le nord de la Syrie. Son autorité, cependant, reste nominale.  Les Omeyyades, sous la direction de Marwan ibn al-Hakam, réussissent à consolider leur position en Syrie lors de la bataille de Marj Rahit, et à reconquérir l'Égypte. En août 686 une tentative omeyyade de reprendre le contrôle de l'Irak est stoppée par les forces pro-Alides sous les ordres de Mukhtar al-Thaqafi près de Mossoul. Abd al-Malik, qui a succédé à son père Marwan après la mort de ce dernier en avril 685, se limite à sécuriser sa position, tandis que le frère d'Ibn al-Zubayr, Mus'ab, vainc Mukhtar à la bataille de Harura et prend le contrôle de l'Irak en 687. En 691, Abd al-Malik réussit à ramener les Qays de Zufar al-Kilabi dans le giron omeyyade et avance en Irak. Mus'ab est vaincu et tué, et l'autorité omeyyade est rétablie dans tout l'Orient. Après un autre siège de La Mecque qui dure de mars à octobre 692, Ibn al-Zubayr est tué et la guerre civile prend fin.   

## Reconstruction de la Kaaba

Ibn al-Zubayr a reconstruit la Ka'ba, en y incorporant les

Après le départ des Omeyyades, Ibn al-Zubayr entreprend la reconstruction de la Kaaba. La plupart des habitants, menés par Ibn Abbas ont abandonné la ville par crainte de représailles divines ; ce n'est que lorsque Ibn al-Zubayr commence à démolir les vestiges de l'ancien bâtiment, qu'ils reviennent. La reconstruction d'Ibn al-Zubayr modifie le plan original, en y incorporant des modifications que Mahomet aurait prévues, mais qui n'avaient pas été réalisées de son vivant par crainte d'aliéner les Mecquois récemment convertis. La nouvelle Kaaba est entièrement construite en pierre – l’ancienne était composée de couches alternées de pierre et de bois – et avait deux portes, une entrée à l’est et une sortie à l’ouest. De plus, il inclut le mur semi-circulaire du hatīm dans le bâtiment. Les trois fragments de la Pierre Noire sont mis dans un cadre en argent et placés par Ibn al-Zubayr à l'intérieur de la nouvelle Kaaba. Après la reconquête de la ville par les Omeyyades, le hatīm est à nouveau séparé du bâtiment principal et la porte occidentale murée, revenant aux grandes lignes du plan préislamique. C'est sous cette forme que la Kaaba a survécu jusqu'à nos jours. 